# Tirà becplaner coronat
El tirà becplaner coronat (Platyrinchus coronatus) és un ocell de la família dels tirànids (Tyrannidae).

## Hàbitat i distribució
Viu entre la malesa del bosc de les terres baixes de l'est d'Hondures, Nicaragua, Costa Rica, Panamà i des de l'oest, nord i sud-est de Colòmbia, sud de Veneçuela i Guaiana, cap al sud, per l'oest dels Andes, fins al nord-oest de l'Equador i, a través de l'est de l'Equador, est del Perú, nord de Bolívia i Brasil amazònic.